# Kiff No Beat
 (avril 2022).
Pour les articles homonymes, voir KNB.
Kiff No Beat est un groupe de hip-hop ivoirien originaire d'Abidjan. Il est formé en 2009 et est composé de Black k, Didi B, Elow'n, Eljay et Joochar. Le groupe commence par se faire un nom sur les petites scènes d'Abidjan, avant de se faire connaître du grand public grâce à sa victoire lors du concours de hip-hop télévisé Faya Flow. Kiff No Beat dispose aussi de son propre groupe de scène constitué de musiciens et de danseurs. Ils sont regroupés sous le collectif YMG, YaFoy Music Gang, 13pharaons. En 2017, ils deviennent les premiers à signer sous le label Universal Music Africa.

## Biographie

### Origines (2009–2010)
Les membres du groupe Kiff No Beat (Groupe formé en 2009 ) sont originaires d'Abidjan. À l'origine, le groupe comptait Gnahoré Okou Camille (Black-K), N’wolé Brice (Elow’n) et Bassa Zéréhoué Diyilem (Didi B), réunis sous le nom KNB. D'autre part, existait le duo Jekboyz constitué de Kouakou Jonathan Charley (Joochar), de Konan Franck Guy Mares (El Jay). C’est la fusion, en 2009, de KNB et Jekboyz, qui donnera naissance au groupe Kiff No Beat. L’appellation Kiff No Beat est une invitation à prêter attention aux œuvres, aux actions, et aux messages du groupe à travers sa musique.
La diversité des genres musicaux pratiqués (RnB, ragga, dancehall, rap, pop) et les chorégraphies élaborées constituent une particularité qui distingue ce groupe de jeunes artistes qui ont tous la vingtaine. Ces atouts ont permis au groupe d’être lauréat du plus grand concours de rap en Côte d’Ivoire, Faya Flow organisé en 2010 par Orange Côte d’Ivoire et la JACH (Jeunesse Active de la Culture Hip-hop). Didi B explique que le groupe « a gagné un portable et 200 000 CFA (environ 300 euros, NLR). Avec cet argent, on est allé voir Shadocris : « on te donne les 200 000, le portable aussi. Fais nous des titres, on va se débrouiller avec. » Shado, c’est notre Dr. Dre. Il vient du même quartier que Black K et Elow’n mais c’est un autre rappeur qui nous a linkés. Dès notre première rencontre, on a capté qu’il était trop fort. Il nous a fait écouter ses trucs d’avant et on s’est dit qu’il avait l’esprit américain, ce truc qu’on recherchait. »

### Cadeau de Noël(2011)
En 2010, Kiff No Beat entre en studio et sort un album de 16 titres aussi variés que colorés. Il s’appellera Cadeau de noël, pour offrir à la Côte d’Ivoire le cadeau qu’elle n’a pas reçu en décembre 2010, compte tenu des événements douloureux qu’elle a connus. La cérémonie de sortie officielle de l’album a eu lieu le 27 août 2011, au Village Ki -Yi à la Riviera (Abidjan), dans une salle pleine de 500 personnes environ.
Leur apparition lors du concours télévisé Faya Flow sur la chaîne nationale ivoirienne RTI leur assure une première médiatisation d'importance auprès du public adolescent ivoirien. Ils seront ensuite présents lors de la cérémonie des Kora Awards.

### Jackson Five(2012–2013)
En 2012, Kiff No Beat sort une mixtape intégralement hip-hop, constituée de 23 titres. Intitulée Jackson Five, le projet est conçu pour maintenir son public en préparant le deuxième album du groupe. Cette mixtape, publiée le 15 septembre 2012, fait le buzz dans le milieu hip-hop ivoirien. En novembre de la même année, Kiff No Beat annonce sa tournée nationale Ymgtour, qui les amènera à se produire aux quatre coins de la Côte d'Ivoire. Kiff No Beat remporte le prix de la « Révélation de l'année » en 2011, puis celui du « Meilleur groupe rap/hip-hop » en 2012 et 2013 aux Awards de la Musique Ivoirienne.

### Pétards d'ados(2014)
Pendant l'année 2013, Kiff No Beat confirme son statut de « meilleur artiste/groupe hip-hop » de Côte d'Ivoire avec les deux extraits de son deuxième album, Pétards d'ados : Samusement (sorti le 6 juillet) et Shooto (sorti le 4 décembre). Il termine l'année 2013 avec un spectacle privé pour ses fans au Café de Versailles d'Abidjan.(Paterne Kapa)
L'album Pétards d'ados sort le 29 mars 2014, sous le label Da Carmen Produzione, et sera présenté aux médias ivoiriens lors d'une conférence de presse à Abidjan le même mois. Le projet sera édité en copies physiques, et également disponible sur l'ensemble des principales plateformes de téléchargement légales (iTunes, Deezer, Spotify et Amazon entre autres). Le titre Tu es dans pain, enregistré pour la promotion de l'album (et absent de la liste des titres), sort au début de l'année 2014. La chanson s'accompagne d'un clip qui comptera plus de 100 000 vues en quelques mois. En octobre de la même année, il publie dans leur chaîne YouTube le clip du single Bébé Produit par le beatmaker gabonais Nix qui compte aujourd'hui plus 1 million de vues.
Toujours en 2014, après une première médiatisation télévisée du titre Samusement, et grâce au succès de leur titre Tu es dans pain, Kiff No Beat obtient l'attention de la scène internationale avec une diffusion télé/web au Nigeria, au Cameroun, au Gabon, ou encore en France et aux États-Unis. Les rappeurs français Joke, Mokobé ou encore Ol Kainry diffuseront le clip du titre sur leurs réseaux sociaux respectifs et le groupe gagne de nouveaux fans.

### Cubisme
La mixtape Cubisme, composée de 13 titres, sort à la fin 2015 en téléchargement gratuit. Elle est de nouveau produite par le label Da Carmen Produzione.
Le 24 mars 2017, Kiff No Beat dévoile également Pourquoi tu DAB, le premier single du groupe sous l’ère Universal Music Africa. En mai 2017, le groupe publie le clip Booska Noushi, tourné dans les rues de Paris. Le 20 août 2017, ils sont annoncés au Palais de la Culture de Treichville le 27 août 2017.

## Genre musical
Kiff No Beat se distingue principalement par son éclectisme, notamment dû aux inspirations diverses du groupe. Ils ont ainsi développé un genre musical spécifique, le Dirty Décalé, né d'un mélange entre le Dirty South américain et le coupé-décalé ivoirien. Leurs albums et mixtapes sont généralement très représentatifs de cette diversité d'influences musicales.

## Membres
- Black K - rap
- Eljay - RnB - Rap
- Elow'n - rap
- Joochar - dancehall, rap
- Didi B - rap

## Discographie

### Albums studio
- 2011 : Cadeau de noël
- 2014 : Pétards d'ados
- 2015 : Cubisme
- 2016 : traptitionnel
- 2018 : Made in Bled
- 2019 : Blédard Is the New Fresh

### Singles
- 2012 : Groupie (feat. Tya Vuitton)
- 2012 : Si j'étais lui
- 2012 : Tia BlackBerry
- 2012 : Courant est coupé
- 2012 : Ne pars pas
- 2012 : Fin du monde
- 2013 : Samusement
- 2013 : Halloween
- 2013 : Shooto
- 2013 : Requins
- 2014 : Tu es dans pain
- 2014 : Anita
- 2014 : Ça met trop dans bon
- 2014 : Etape
- 2014 : Bebe
- 2014 : La belle vie (remix)
- 2015 : Tombe Avec Le Weh (Mixtape Global Frencizzle)
- 2015 : Ca gate cœur
- 2015 : Sauront Jamais
- 2015 : Ils ont dit
- 2015 : Gor la Montagne
- 2015 : La vie de Louga
- 2016 : Ma Côte d'Ivoire (feat. Dobet Gnahoré)
- 2016 : Approchez regardez (feat. DJ Arafat)
- 2016 : Téléphone (feat. Shado Chris)
- 2002 :  Descends Un Peu (Molare)
- 2017 :  Banana (Armel Gabanna)
- 2009 : Celle La (Ft. Chara One)
- 2020 : Trembler La Joie (Seleka)
- 2023 : Toum (Kozak)
- 2023 : Jllc (Jovi)
- 2024 : Riz Chaud (Tour 2 Garde)

- 2016 : Douahou
- 2017 : OK
- 2017 : Éléphants
- 2017 : Pourquoi tu dab?
- 2017 : Maman j'ai fait quoi?
- 2017 : Pause (feat. Dadju)
- 2017 : Noushi Boy
- 2017 : Grouillement
- 2017 : Eh Allah
- 2017 : C'est pas pareil (feat. Sidiki Diabaté)
- 2017 : Farotema (feat. Ya Levis)
- 2018 : Drogba
- 2018 : Made In Bled - Chapitre I 5 Loups
- 2018 : Osef (feat. Kaaris)
- 2018 : Blédard Is The New Fresh (feat. Sofiane)
- 2018 : Ce N'est Pas Bon
- 2019 : Yaka Dormir
- 2019 : Alléluia
- 2019 : Yahh
- 2020 : The World Needs A Doctor
- 2020 : La Go
- 2021 : Étonné
- 2021 : Papa de ça
- 2021 : Telephone feat Shado Chris
- 2021 :  Ça Fait Tuer Rap Game feat. Suspect 95

### Projets solo
- 2013 : L'Homme étrange 2 par Black K (mixtape)
- 2013 : Mojo trône par Didi B (mixtape)
- 2014 : Dernière chance par Dystyle et Mo2RL (mixtape)
- 2017 : IV Poto par Elow'n, #ElleVeutDernierIphone par Black K, M'en fou par Black K
- 2019 : Mojaveli par Didi B
- 2020 : Assinie par Didi B
- 2020 : Puissant par Didi B (feat. Afro B)
- 2020 : Demain y'a pas cours par Elow'n
- 2020 : C'est l'enfant de qui par Elow'n
- 2020 : Doucement oh! par Elow'n
- 2020 : C'est L'argent par Black K
- 2020 : Le Péché par Eljay
- 2020 : Ôdort par Joochar
- 2021 : Jahin seul par Black K
- 2021 : Y'a pas l'argent dedans par Didi B
- 2021 : OTCP par Didi B (feat. Kadja)
- 2021 : Pieds sur cailloux par El Jay
- 2021 : Ta voix par El Jay
- 2021 : Combine par Elow'n
- 2021 : On a trop souffert par Elow'n
- 2021 : On connait ça par Black K
- 2021 : Gérez-vous par Elow'n
- 2021 : Big Boss par Didi B
- 2021 : Moi aussi par Joochar
- 2021 : Oh lala par Joochar (JoshFriday 1)
- 2021 : Haut niveau par Joochar (JoshFriday 2)
- 2021 : 1 coup par Joochar (JoshFriday 3)
- 2021 : Ya le Djai par Joochar (JoshFriday 4)
- 2021 : NANA par Joochar (JoshFriday 5)
- 2021 : Rôkôr par Joochar
- 2021 : OK par Black K (feat. Elow'n)
- 2021 : IPRC par Didi B
- 2021 : C'est paé c'est Côte d'Ivoire par Elow'n
- 2021 : Jahin seul par Black K
- 2021 : C'est l'argent par Black K
- 2021 : Ropéro par Elow'n (feat Black M)
- 2021 : On s'en va la-bas comme ça par Black K
- 2021 : Mapouka par Joochar (feat Ariel Sheney)
- 2022 : Changer la situation par Elow'n (feat Shado Chris)
- 2022 : Game de Djai par Didi B
- 2022 : History par Didi B
- 2022 : Mojotrone ll ( Album) par Didi b
- 2022 : C'est mal fait par Black K
- 2022 : chéri coco par black k ft didi b feat 3xdave
- 2022: jalousie par eljay
- 2022: niguissa yô par eljay
- 2023 : boroco par eljay
- 2023 : "2023" Didi B
- 2023 :  shogun par didi b
- 2023 : trophy room par didi b
- 2023:  aicha FT meidja par Didi b
- 2023:  s'envolement FT franglish  par Didi b

## Clips
- 2012 : Courant est coupé
- 2013 : Samusement
- 2014 : Anita
- 2014 : Tu es dans pain
- 2015 : La Vie de louga
- 2015 : Gor la montagne
- 2015 : Sauront jamais
- 2015 : Ça gate cœur
- 2016 : Approchez regardez
- 2017 : Éléphants
- 2017 : Pourquoi tu dab?
- 2017 : Pause (feat Dadju)
- 2017 : Fait ton malin
- 2017 : Maman, j'ai fait quoi
- 2018 : C'est pas pareil (feat Sidiki Diabaté)
- 2018 : Made in bled
- 2018 : Ce n'est pas bon
- 2019 : Yaah
- 2019 : Yaka dormir
- 2020 : Alleluia
- 2020 : La Go
- 2020 :  Generation Chiller Sur Stelair
- 2020 :  (Jahin Poto Sur Mix Premier)
- 2020 :   Aladji (All Black)